# ぷよぷよフィーバー2
『ぷよぷよフィーバー2』（ぷよぷよフィーバー チュー!）は、セガから発売されたぷよぷよシリーズ第6作目。キャッチコピーは「みんな夢チュー! ずっと夢チュー!」で、「ずっと夢（む＝6）チュー」から数字の「6」を表している。また、正統ナンバリング作品であると同時に「5作目『ぷよぷよフィーバー』の世界観を広げるパート2」という特殊な位置づけでもある。開発はソニックチーム、開発協力はマイルストーン。
2005年11月24日にPlayStation 2とPlayStation Portableで同時発売され、1ヶ月後の12月24日にニンテンドーDSで発売。発表当初は3機種で同時に発売される予定だったが、諸事情によりDS版のみ1ヶ月遅れての発売となった。

## 概要
基本的なゲームシステムは前作『ぷよぷよフィーバー』を踏襲しているが、「ストーリー」と「天空の階段」限定で使用できる新システムとして「アイテム」の概念が導入された。また、アイテムコレクションなどといったパズル以外の要素が大幅に増加している。
アイテム収集やキャラクターから手紙が届くシステムなど、ゲーム部分以上に「フィーバー」シリーズのキャラクターや世界観を認識・定着させるための趣向が多く盛り込まれているのが大きな特徴となっている。

## 発売機種
- PlayStation 2版（2005年11月24日発売）
- PlayStation Portable版（2005年11月24日発売） - ゲームシェアリング対応。
- ニンテンドーDS版（2005年12月24日発売） - DSワイヤレス、ダウンロードプレイ対応。前作のDS版と同様に、いずれも最大8人まで対戦可能。ニンテンドーWi-Fiコネクションは未対応。対戦フィールド画面は、前作と同様に上画面へ表示される。また、一人用のフリー対戦でも全てのルールが選択可能になり、決着後の再戦がすぐにできるように改善された。

## システム
本作では、まずプレイヤー自身が「プリンプタウン」を訪れた住人の1人となり、タウンの各々の施設を訪問することによって、ストーリーモードや対戦、アイテム購入やオプションなどの各種ゲームモードをプレイするという形でゲームが進行する。各々のゲームを繰り返しプレイする事により、アイテムや資料、郵便物などのコレクションが少しずつ増えていき、それらに記された説明を読むことにより、プレイヤーは作品の舞台背景が少しずつ把握出来るようになるというシステムになっている。
タウンホール（案内役・レイくん）
プリンプタウンの役所。ゲーム中、なにかしらの新要素が開放された時の報告が「手紙が届く」という形でここに追加される。また、他にも特定の条件を満たしたり、特定の日付にゲームを起動すると、キャラクターからメッセージが届く場合もある。その他、ミニゲーム（後述）やゲームの設定変更（おぷしょん）もここで行う。
プリンプ魔導学校（案内役・アコール先生）
アミティ達の通う学校。前作から引き続き登場。本作のメインとなる「ストーリーモード」をプレイすることが出来る。
おしゃれなお店（案内役・おしゃれコウベ）
おしゃれコウベが店主を務めるプリンプタウンの雑貨店。一人プレイで使用する事の出来る「アイテム」を購入することが出来る。店に並ぶアイテムの種類は、特定の条件を満たす事により少しずつ増えてゆく。
プリサイズ博物館（案内役・あくま）
あくまが館長を務める、タウンの資料補完所。資料室、図書室、美術室、体験室の4つの部屋があり、物語の舞台背景やアイテム説明、キャラクターの紹介、攻略情報などが記録された資料を読むことができる。また、サウンドテストに相当するモードもここで行う。
未完の塔（案内役・ほほうどり）
ほほうどりが独自に建設している、未だに完成しない天高くそびえる塔。シリーズ定番である「とことんぷよぷよ」などのエンドレスモードをここでプレイすることが出来る。また、特定の条件を満たす事で「天空の階段」モードが開放される。これは、後のシリーズで「とことんたいせん」に相当するCPUとエンドレスで対決するモードとなっている。
ふれあい広場（案内役・アルル）
プリンプタウンの公園で、住人の憩いの場。キャラクターを自由に選んで対人戦や対COM戦が行える「フリー対戦」が可能。

## キャラクター
キャラクターデザインは前作同様のポップな絵柄を継承しているが、デザイナーは前作の竹浪秀行からNinoへ交代となった。本作より新たなメインキャラクターとなるシグが追加。前作のボスであるポポイとカーバンクルはプレイヤーキャラクターから削除され、ユウちゃんは弟のレイくんとセットになった。その他、キャラクターの連鎖倍率の微調整や、連鎖ボイスの変更も行われている。
前作からのキャラクター
アミティ（主人公）、ラフィーナ（主人公）、クルーク、リデル、タルタル、アコール先生、ユウちゃん&レイくん、おしゃれコウベ、ほほうどり、さかな王子、どんぐりガエル、おにおん、こづれフランケン、アルル
新キャラクター
シグ（主人公）、フェーリ、バルトアンデルス、あくま、ゴゴット
隠しキャラクター（ボス）
レムレス、あやしいクルーク
また、プレイヤーとして使えないサブキャラクターも漫才デモに登場する。おにおんの恋人のおに子、さかな王子の付き人のオトモなどが該当する他、前作ボスであるポポイはアコール先生の、カーバンクルはアルルの相棒として試合中のアニメーションで登場する。

## ストーリー
プリンプタウンの魔導学校は新学期。アミティはアコール先生から、少し遠くまで大切なお客様のお迎えに行くというお使いを頼まれる。一方、クラス替えでアミティと同じクラスになったシグは、アコール先生から、大切なメモをアミティに届けるというお使いを頼まれる。その頃ラフィーナは、街で出会ったオトモという人に王子様探しを頼まれる。
前作の主人公であるアミティとラフィーナに加え、本作では3人目の主人公として新キャラクター・シグが加わった。今回の「ひとりでぷよぷよ」のストーリーは、アミティ、ラフィーナ、シグという3人の主人公それぞれに、前作のように「るんるん（全3ステージ）」「わくわく（全6ステージ）」「はらはら（全8ステージ）」の3コースずつ・計9種類が存在し、それぞれの視点のストーリーが深く絡み合うようになっている。
| 『ひとりでぷよぷよ』対戦表 | 『ひとりでぷよぷよ』対戦表 | 『ひとりでぷよぷよ』対戦表 | 『ひとりでぷよぷよ』対戦表 | 『ひとりでぷよぷよ』対戦表 | 『ひとりでぷよぷよ』対戦表 | 『ひとりでぷよぷよ』対戦表 | 『ひとりでぷよぷよ』対戦表 | 『ひとりでぷよぷよ』対戦表 | 『ひとりでぷよぷよ』対戦表 |
| ステージ                   | るんるんコース             | るんるんコース             | るんるんコース             | わくわくコース             | わくわくコース             | わくわくコース             | はらはらコース             | はらはらコース             | はらはらコース             |
| 主人公                     | アミティ                   | ラフィーナ                 | シグ                       | アミティ                   | ラフィーナ                 | シグ                       | アミティ                   | ラフィーナ                 | シグ                       |
| -------------------------- | -------------------------- | -------------------------- | -------------------------- | -------------------------- | -------------------------- | -------------------------- | -------------------------- | -------------------------- | -------------------------- |
| 1                          | ラフィーナ                 | アミティ                   | クルーク                   | おにおん                   | リデル                     | おにおん                   | クルーク                   | クルーク                   | どんぐりガエル             |
| 2                          | シグ                       | タルタル                   | リデル                     | タルタル                   | おしゃれコウベ             | リデル                     | おしゃれコウベ             | タルタル                   | タルタル                   |
| 3                          | アコール先生               | アコール先生               | アコール先生               | ユウちゃん&レイくん        | あくま                     | ゴゴット                   | リデル                     | ゴゴット                   | ユウちゃん&レイくん        |
| 4                          | -                          | -                          | -                          | こづれフランケン           | バルトアンデルス           | さかな王子                 | ほほうどり                 | こづれフランケン           | こづれフランケン           |
| 5                          | -                          | -                          | -                          | アルル                     | フェーリ                   | アルル                     | バルトアンデルス           | ほほうどり                 | アミティ                   |
| 6                          | -                          | -                          | -                          | レムレス                   | レムレス                   | レムレス                   | フェーリ                   | アルル                     | バルトアンデルス           |
| 7                          | -                          | -                          | -                          | -                          | -                          | -                          | レムレス                   | シグ                       | あくま                     |
| 8                          | -                          | -                          | -                          | -                          | -                          | -                          | あやしいクルーク           | あやしいクルーク           | あやしいクルーク           |

未完の塔 天空の階段
初回は10ステージで終了だが、以降は無限（表示上は最大999階）
| 『天空の階段』対戦表 | 『天空の階段』対戦表 |
| -------------------- | -------------------- |
| 1階                  | ほほうどり           |
| 2階                  | どんぐりガエル       |
| 3階                  | バルトアンデルス     |
| 4階                  | こづれフランケン     |
| 5階                  | ゴゴット             |
| 6階                  | おにおん             |
| 7階                  | ユウちゃん&レイくん  |
| 8階                  | さかな王子           |
| 9階                  | あくま               |
| 10階                 | アルル               |
| 11階以降             | ランダム（下記参照） |

- 11階以降は、使用キャラクターとあやしいクルーク以外のキャラクターからランダム。また、連続で同じキャラクターが登場したり、同じ階でもコンティニューをすると対戦相手が変わるケースがある。

## アイテム
今作の新システムに該当する要素。『ストーリー』及び『天空の階段』のみで使用可能で、これらでの対戦を有効に進めるために使うのが主となる。アイテムは「おしゃれなお店」で購入したり、ストーリーの特定コースをクリアする、CPU対戦で特定の相手に勝利する（ランダム）などで入手できる。店のアイテムは特定の条件を満たすことで新規入荷されていく。特筆事項がない限り、基本的に効果はプレイヤー側のみ適用され、一度使うと勝敗に関わらず消費される。全72種類。1度の対戦で使用できるアイテムは1つのみで、複数のアイテムを同時に使用することは出来ない。アイテムの所得には上限があり、これを超えた場合はアイテムの購入が出来ず、この状態で勝利後にアイテムを入手した場合はどれか1つを捨てるか、アイテムの獲得を放棄する必要がある。
アイテムを使用した場合、効果が強力なほどリザルト時の獲得ポイントが低くなるため注意が必要となる。一部マイナスアイテムも存在するが、使用すると逆にボーナスとして、ポイントを多く獲得できる。
なお、本作で登場したアイテムの一部は、後に『ぷよぷよ!!クエスト』にて名称を若干変更の上、特定のキャラクターを進化させるアイテムなどとして再登場している。
こんてぃにゅコイン
金色のコイン。未完の塔の「天空の階段」挑戦時に所持していると、敗北時1枚につき1回コンティニューが可能になる。コンティニューした時に自動的に1枚消費され、対戦前に直接使用する事は出来ない。
にじいろボトル
落ちてくるぷよの色が1色少なくなる。元来ぷよが3色（最小）のステージは、代わりに開始直後に相手フィールドにおじゃまぷよを2段降らせる。
ミニおじゃまツボ
おじゃまぷよが少し詰まった壺。最初から購入可能。開始直後、相手のフィールドにおじゃまぷよを2段降らせる。
おじゃまツボ
おじゃまぷよが多く詰まった壺。開始直後、相手のフィールドにおじゃまぷよを5段降らせる。
いえぷよサンデー
後述するいえぷよんぼ、アイス、ゼリー、チョコ、キャンデーをあしらった黄色いサンデー。攻撃力が全体的に少し強くなる。
れっぷよサンデー
赤いサンデー。攻撃力が全体的にかなり強くなる。
ぶるぷよサンデー
青いサンデー。攻撃力が全体的に少し弱くなる。
ぐりぷよんぼ
緑のさくらんぼ。最初から購入可能。普通にぷよを消した時の攻撃力が少し強くなる。
いえぷよんぼ
黄色いさくらんぼ。普通にぷよを消した時の攻撃力が強くなる。
れっぷよんぼ
赤いさくらんぼ。普通にぷよを消した時の攻撃力がかなり強くなる。
ぶるぷよんぼ
青いさくらんぼ。普通にぷよを消した時の攻撃力が弱くなる。
ぐりぷよアイス
緑のアイスクリーム。最初から購入可能。ぷよを小連鎖で消した時の攻撃力が少し強くなる。
いえぷよアイス
黄色いアイスクリーム。ぷよを小連鎖で消した時の攻撃力が強くなる。
れっぷよアイス
赤のアイスクリーム。ぷよを小連鎖で消した時の攻撃力がかなり強くなる。
ぐりぷよゼリー
緑のゼリー。ぷよを大連鎖で消した時の攻撃力が少し強くなる。
いえぷよゼリー
黄色いゼリー。ぷよを大連鎖で消した時の攻撃力が強くなる。
れっぷよゼリー
赤のゼリー。ぷよを大連鎖で消した時の攻撃力がかなり強くなる。
ぐりぷよキャンデー
緑のキャンディー。最初から購入可能。ぷよを同時消しした時、その数に合わせて攻撃力が強くなる。
いえぷよキャンデー
黄色いキャンディー。ぷよを同時消しした時、その数に合わせて攻撃力がかなり強くなる。
おそろいリング
ペアの指輪。相手と同じ組ぷよパターンでぷよが落ちてくるようになる。
いえぷよチョコ
黄色いチョコレート。フィーバー状態での攻撃力が強くなる。
れっぷよチョコ
赤いチョコレート。フィーバー状態での攻撃力がかなり強くなる。
ぶるぷよチョコ
青いチョコレート。フィーバー状態での攻撃力が少し弱くなる。
ふぃーバードのたまご
プリンプタウンに生息する鳥（以下のふぃーバードシリーズも同様）の卵。最初から購入可能。開始直後から、フィーバーゲージが2つ溜まった状態で対戦開始する。
ふぃーバードのひな
開始直後から、フィーバーゲージが4つ溜まった状態で対戦開始する。
ふぃーバード
開始直後から、フィーバーゲージが6つ溜まった状態で対戦開始する。
ふぃーバードのつがい
フィーバーゲージが、1回の相殺につき2つ溜まるようになる。
むくちなふぃーバード
最初から購入可能。フィーバーゲージが一切溜まらなくなり、フィーバーモードが使えなくなる。
ふぃーバードのはね
最初から購入可能。フィーバータイムが通常より少し長くなる。
ふぃーバードのしっぽ
フィーバータイムが通常より長くなる。
しずかな笛
フィーバータイムが通常より少し短くなる。
ハーピー笛
伝説の「ハーピー」の歌声を研究して作られた笛。開始直後に、左右両端にフィーリング連鎖が起こしやすい連鎖のタネが降る。
のほほん笛
伝説の「のほほ」の鳴き声を研究して作られた笛。開始直後に、右2列にフィーリング連鎖が起こりやすい連鎖のタネが降る。
たねまきスコップ
全消し時に落ちてくる連鎖のタネの数が少し増える。
おおたねまきスコップ
全消し時に落ちてくる連鎖のタネの数がかなり増える。
ちいさなタネぱっく
開始直後に3連鎖のタネを降らせる。
おおきなタネぱっく
開始直後に5連鎖のタネを降らせる。
飛翔の杖
アコール先生の杖。その試合に限り、プレイヤーキャラクターがアコール先生に変化する。
スクールネクタイ
タルタルのネクタイ。その試合に限り、プレイヤーキャラクターがタルタルに変化する。
しゅーさいぼう
クルークの帽子。その試合に限り、プレイヤーキャラクターがクルークに変化する。
ほそいつのぶえ
リデルの生え変わって抜け落ちた角。その試合に限り、プレイヤーキャラクターがリデルに変化する。
おにのかなぼう
おにおんの金棒。その試合に限り、プレイヤーキャラクターがおにおんに変化する。
おしゃれぼう
おしゃれコウベの帽子。その試合に限り、プレイヤーキャラクターがおしゃれコウベに変化する。
なりきりマント
ユウちゃん&レイくんのマント。その試合に限り、プレイヤーキャラクターがユウちゃん&レイくんに変化する。
クローバーくんしょう
あくまが付けているクラブマークの勲章。その試合に限り、プレイヤーキャラクターがあくまに変化する。
あやしいなべ
ゴゴットの鍋。その試合に限り、プレイヤーキャラクターがゴゴットに変化する。
おおきなボルト
こづれフランケンのボルト。その試合に限り、プレイヤーキャラクターがこづれフランケンに変化する。
おおきなナイトマスク
バルトアンデルスのマスク。その試合に限り、プレイヤーキャラクターがバルトアンデルスに変化する。
きいろいマスコット
カーバンクルの小さいマスコット。その試合に限り、プレイヤーキャラクターがアルルに変化する。
ピンクのリボン
フェーリのリボン。その試合に限り、プレイヤーキャラクターがフェーリに変化する。
とんがりぼう
レムレスの帽子。その試合に限り、プレイヤーキャラクターがレムレスに変化する。
どんぐりゴマ
どんぐりで作ったコマ。その試合に限り、プレイヤーキャラクターがどんぐりガエルに変化する。
ほほぅメガネ
ほほうどりの眼鏡。その試合に限り、プレイヤーキャラクターがほほうどりに変化する。
あかぷよぼう
アミティの帽子。その試合に限り、プレイヤーキャラクターがアミティに変化する。
たしなみポーチ
ラフィーナのポーチ。その試合に限り、プレイヤーキャラクターがラフィーナに変化する。
かみのけアンテナ
シグの後ろ髪。その試合に限り、プレイヤーキャラクターがシグに変化する。
とまった時計
7時25分で止まったままの懐中時計。その試合に限り、プレイヤーキャラクターがあやしいクルークに変化する。
0てんテスト
0点をとって宿題を出された者のテスト。シグ、アミティ、フェーリ、アルル、タルタルに対して使用すると、開始直後に相手におじゃまぷよが8段降る。
さいそくじょう
出費を求める内容で、社会生活を脅かすもの。ほほうどり、あくま、さかな王子、ゴゴット、レムレスに対して使用すると、開始直後に相手におじゃまぷよが8段降る。
はなればなな
不自然に引き離された二房のバナナ。ユウちゃん&レイくん、こづれフランケン、バルトアンデルス、どんぐりガエル、おにおんに対して使用すると、開始直後に相手におじゃまぷよが8段降る。
おじゃばぶるせっけん
泡立てると、泡がおじゃまぷよになる石鹸。クルーク、リデル、アコール先生、おしゃれコウベ、ラフィーナに対して使用すると、開始直後に相手におじゃまぷよが8段降る。
破邪呪（はじゃのじゅ）
邪悪な力を封じる「くまもりの儀」のお守り。あやしいクルークに対して使用すると、開始直後に相手におじゃまぷよが8段降る。
ふぁいあーバード
ふぃーバードの突然変異。アミティ、ラフィーナ、リデル、アコール先生、フェーリ、おしゃれコウベに対して使用すると、開始直後即座に15秒フィーバーモードに突入する。
ふぃーローベルト
ふぃーバードの力を宿したベルト。ほほうどり、どんぐりガエル、シグ、クルーク、レムレス、ゴゴット、タルタルに対して使用すると、開始直後即座に15秒のフィーバーモードに突入する。
ふぃーローのつえ
ふぃーバードをかたどった飾りのついた杖。おにおん、あくま、バルトアンデルス、ユウちゃん＆レイくん、さかな王子、こづれフランケンに対して使用すると、開始直後即座に15秒のフィーバーモードに突入する。
べつせかいのせきばん
カーバンクルのシルエットが彫られた黄色い石盤。アルルに対して使用すると、開始直後即座に15秒のフィーバーモードに突入する。
いにしえのせきばん
アルカ遺跡について書かれた石盤。あやしいクルークに対して使用すると、開始直後即座に15秒のフィーバーモードに突入する。

### 非売品
以下のアイテムは非売品であり、特定の条件を満たすと入手可能で、何度でも使用可能。これらのアイテムを捨てたり、アイテム満杯時に獲得を放棄する事は出来ない。
チューのおもいで
開始直後、相手フィールドに「おじゃまチューぷよ」が3段降り、その後CPU側に降るおじゃまぷよも全て「おじゃまチューぷよ」になり、同時に相手の動きを半減させて遅くする。「おじゃまチューぷよ」は若干ピンク掛かったキスマーク（唇）型のぷよで、落下すると「チュー」という声がするが、消し方は普通のおじゃまぷよと同じ。
おもいでの貝がら
相手の動きを半減させて遅くする。ラフィーナのわくわくコースをクリアすると、入手出来る。
太陽のしおり
相手の攻撃力を全体的に少し弱める。アミティのはらはらコースをクリアすると、入手出来る。
星のランタン
その試合に限り、プレイヤーキャラクターがさかな王子に変化する。シグのはらはらコースをクリアすると、入手出来る。
月の石
攻撃力が全体的に少し強くなる。ラフィーナのはらはらコースをクリアすると、入手出来る。

## ミニゲーム
本作は特定の条件を満たすと「タウンホール」に「たくはいびん」としてミニゲームが届き、プレイすることが出来るようになる。ミニゲームは以下の10種類で、『ぷよぷよハイ&ロー』以外は前作『フィーバー』のWebサイトで公開されていた一部のミニゲームの移植となっている。各ミニゲームに設けられているノルマを満たすと、ポイントを得ることが出来る。
ぷよぷよハコつめ
ぷよぷよスロット
ぷよぷよタタキ
ぷよぷよハイ&ロー
ぷよぷよシェルゲーム
ぷよぷよクルクル
ぷよぷよクルクル2
ぷよぷよ15パズル
ぷよぷよ15パズル2
ぷよぷよ15パズル3

## サウンド・トラック
2007年7月26日に、株式会社ウェーブ・マスターから『ぷよぷよフィーバー1&2 サウンド・トラック』のアルバム名で、前作『ぷよぷよフィーバー』と本作のサウンドトラックが発売された。

## 評価
ライターの伊藤誠之介は2021年に寄せた記事の中で、前作の世界観が本作にて掘り下げられたほか、キャラクター間のやりとりやアイテム収集など、パズルゲーム以外の要素も充実していると評価している。